# Список умерших в 526 году
]]

## Январь
- 13 января — Айлилл I[англ.] — епископ Армы (513—526), святой католической церкви

## Апрель
- 22 апреля — Абрункул Трирский, немецкий святой, святитель, епископ Трирский (525—526).

## Май
- 18 мая — Иоанн I, Папа Римский (523—526), святой мученик католической церкви; умер в тюрьме.

## Август
- 30 августа — Теодорих Великий, король остготов (470—526).

## Октябрь
- 30 октября — Павел Эдесский[англ.] — сирийский православный епископ Эдессы (510—519, 526)

## Дата смерти неизвестна или требует уточнения
- Амалафрида, остготская принцесса, дочь короля Теодемира и его наложницы Эрелиевы (Эрелиувы), жена короля вандалов Тразамунда (500—523); казнена королём вандалов Хильдериком.
- Дин Линггуанг[англ.] (42) — первая императрица-консорт династии Лян (498—526), жена императора У-ди
- Квинт Аврелий Меммий Симмах, государственный деятель, меценат и историк времен падения Римской империи (возможно умер в 525 году).
- Оммат[фр.] — епископ Тура (522—526)
- Флорентий Оранжский, епископ Оранжский (517—526), святой католической церкви.
- Хой-Балам I, царь Пачана (499—526).